# Štraserizam
Štraserizam je forma nacionalsocijalizma koja poziva na radikalnije masovno djelovanje i poziva se na radničku formu nacionalsocijalizma, a posebice se protivi financijskom kapitalizmu na osnovici antisemitizma koji ide zajedno uz nacionalizam. Pojam je dobio naziv po Gregoru i Otti Strasseru, dvojici braće, članovima Nacionalsocijalističke stranke i pristašama gore navedenih pogleda. Kako se protivio strateškim pogledima Adolfa Hitlera, Otto Strasser izbačen je iz NSDAP-a 1930., dok je Gregor Strasser ubijen u Noći dugih noževa 1934.

## Braća Strasser

### Gregor Strasser
Gregor Strasser (1892. – 1934.) svoju političku karijeru počinje kao ultranacionalist u Freikorpsu, nakon što se vratio iz rata. Kako je sudjelovao u Kappovom udaru sastavio je svoj vlastiti narodnjački Wehrverband ("Narodni obrambeni savez") kojeg je stopio s NSDAP-om 1921. Kao odani pristaša Adolfa Hitlera sudjelovao je i u Pivskom puču i vršio razne visoke dužnosti u stranci. No, uskoro je Strasser postao jaki zagovaratelj socijalističkog dijela stranke, govorio je kako bi se nacionalna revolucija trebala sukobiti sa siromaštvom i stvoriti podršku radničkog staleža. Nakon Hitlerovoga dolaska na vlast, Ernst Röhm, koji je vodio SA, onda najvažnije paravojno krilo NSDAP-a, pozvao je na "drugu revoluciju", ciljajući na uklanjanje elite s vlasti. Tome su se suprotstavili konzervativci, kao i neki nacionalsocijalisti koji su podržavali autoritativni režim, a ne radikalni i ometajući režim kojeg je podržavalo lijevo krilo stranke.

### Otto Strasser
Otto Strasser (1897. – 1974.) je također bio pripadnik Freikorpsa, no kasnije se pridružio SPD-u i borio se protiv Kappovog udara. No, Nacionalsocijalističkoj stranci pridružio se 1925., no zadržao je svoje ideje o važnosti socijalizma. Kako je smatran radikalnijim od brata, Otto Strasser iz Nacionalsocijalističke stranke izbačen je 1930. i stvara svoju vlastitu pobunjeničku skupinu Crni front, koja je pozivala na njemačku nacionalističku formu socijalističke revolucije. Iz Njemačke bježi 1933. u Čehoslovačku, a zatim u Kanadu, da bi se u kasnijem razdoblju života vratio u Zapadnu Njemačku, a svo to vrijeme pisao je opširno o Hitleru i o onome što je za njega bila izdaja nacionalsocijalizma.

## Štraserizam
Pojam štraserizam označava poimanje nacionalsocijalizma ove dvojice braće. Obojica braće sudjelovala su u stvaranju Nacionalsocijalističkog programa iz 1920., ali obojica su pozivala na 'razbijanje šakala financijskog kapitalizma'. To mišljenje o "židovskom financijskom kapitalizmu" dijelio je i Adolf Hitler, koji je razmišljanja preuzeo od Gottfrieda Federwa.
Ovaj populizam i antisemitizam u sklopu antikapitalizma razvio se u djelu Otta Strassera Nationalsozialistische Briefe, koji raspravlja o pojmovima o sukobu klasa, raspodjeli bogatstva i mogućem savezu sa Sovjetskim Savezom. Njegovo drugo djelo napisano je 1930-ih pod nazivom Ministersessel oder Revolution (Ministarsko mjesto ili revolucija) napada Hitlerovu izdaju socijalizma nacionalsocijalizma, a ujedno se u tom djelu kritizira i Führerprinzip. Iako je Georg Strasser dijelio isto mišljenje s bratom, njegov utjecaj na štraserizam je manji, kako je članom Nacionalsocijalističke stranke ostao dulje. Otto je u međuvremenu nastavio širiti svoje argumente, pozivajući na ukidanje velikih posjeda i razvijanje nečega sličnom cehovskom sustavu i osnivanje Reichove zadružne komore koja će preuzeti vodeću ulogu u gospodarskom planiranju.
Štraserizam je, ukratko, forma nacionalsocijalizma koja sadržava sve važnosti kasnijeg nacionalsocijalizma, tj. militantni nacionalizam, antisemitizam, ali dodaje i veliku kritičnost prema kapitalizmu i više se temelji na socijalizmu za razliku od Hitlerove forme nacionalsocijalizma.
No i dalje je upitno treba li se štraserizam smatrati formom nacionalsocijalizma kakvog poznajemo. Kako piše povjesničar Ian Kershaw, "vođe Sturmabteilunga (među kojima je bio i Gregor Strasser) nisu imale drugačiju viziju budućnosti Njemačke niti su imali drugi politički prijedlog." No posvetili su se radikalizmu nacionalsocijalističkog režima i rušenju njemačke elite, prozivajući Hitlerov dolazak na vlast "polovičnom revolucijom" koja treba biti dovršena.

## Utjecaj

### Štraserizam danas
Štraserizam je danas najzastupljenija forma nacionalsocijalizma u svijetu. Osim što ga zastupa velika većina neonacističkih organizacija, neki stavovi štraserizma prihvaćeni su i u nekim političkim strankama Europe, uglavnom onima koje su desno orijentirane.

## Vanjske poveznice
- Folk And Faith - Američki štraseristi
- 'Revolution Vs Reaction' (Revolucija protiv reakcije) - Istraživanja Troya Southgatea oko Strasserovog utjecaja i Hitlerovog neslaganja na, što Southgate vidi kao, stvarni njemački nacionalsocijalizam